# Lars Magnus Elfling
Lars Magnus Elfling, född 8 december 1826 i Varnums socken, Värmlands län, död 13 december 1897 i Hedvig Eleonora församling, Stockholm, var en svensk byggmästare, huvudsakligen verksam i Stockholm. 

## Biografi
Elfling genomgick mellan 1855 och 1858 Kungliga Akademien för de fria konsterna. En av honom upprättad ritning för en ombyggnad i kvarteret Cepheus 1857 undertecknade han ”L.M. Elfling, Arkitekt-Elev”. Han valde dock byggmästare som yrkesbana. Utbildningen på Konstakademien för arkitekter och byggmästare var samma och gränsen mellan arkitekt och byggmästare fortfarande flytande. Elfling vann burskap som mur- och byggmästare i Stockholm 1863. I september 1891 godkändes han som byggmästare av Stockholms byggnadsnämnd.
Tillsammans med sin bror Carl uppförde han ett 40-tal byggnader i staden, huvudsakligen bostadshus. Han uppträdde även som byggherre, vilket innebar att han förvärvade en tomt, bebyggde den och sedan sålde fastigheten. Så skedde med fastigheten Älgen 23 vid Sturegatan 60 som han byggde 1889-1890 och ägde till 1892 och sedan sålde till grosshandlaren Isaak Hirsch. 
Bland större uppdrag kan nämnas byggnaden för Högre lärarinneseminariet (1871-1872), Blasieholmskyrkan (1868-1869), Ersta kyrka (1872-1873) och flyglarna till Riddarhuset (1871-1872). Han uppförde Östra station för Stockholm-Rimbo Järnvägs AB  (1886-1887) och deltog tillsammans med byggmästaren Carl Henric Hallström även i bygget av Stockholms centralstation (1867-1871). För sina insatser hedrades han 1883 med Vasaorden (ordensgrad Riddare). Elfling fann sin sista vila på Norra begravningsplatsen där han gravsattes den 17 december 1897.

## Uppförda bostadshus (urval)
I kronologisk ordning. Kvartersbeteckningar och husnummer enligt Stockholms byggnadsnämnd - Anteckningar om Stockholms byggmästare (1897), de kan ha ändrad sig fram till idag.
- Härbärget 32 (Döbelnsgatan 6), 1858-1859.
- Trollhättan 6 (Norra Smedjegatan 28), 1860-1861.
- Hammaren 1 (Regeringsgatan 61), 1864-1865.
- Pilen 14 (Vasagatan 36), 1866-1867.
- Lagern 9 (nuv. Olof Palmes gata 25), 1876.
- Riddaren 16 (Grev Turegatan 24 B), 1878-1880.
- Härolden 20 (Scheelegatan 16), 1887-1888.
- Bävern 21 (Östermalmsgatan 71), 1888.
- Rosen 15 (Hälsingegatan 15), 1889-1893.
- Bävern 15 (Östermalmsgatan 24), 1889-1890.
- Älgen 23 (Sturegatan 60), 1889-1890.
- Kasernen 14 (Torstensonsgatan 7), 1894-1895.

## Bilder, uppförda byggnader (urval)

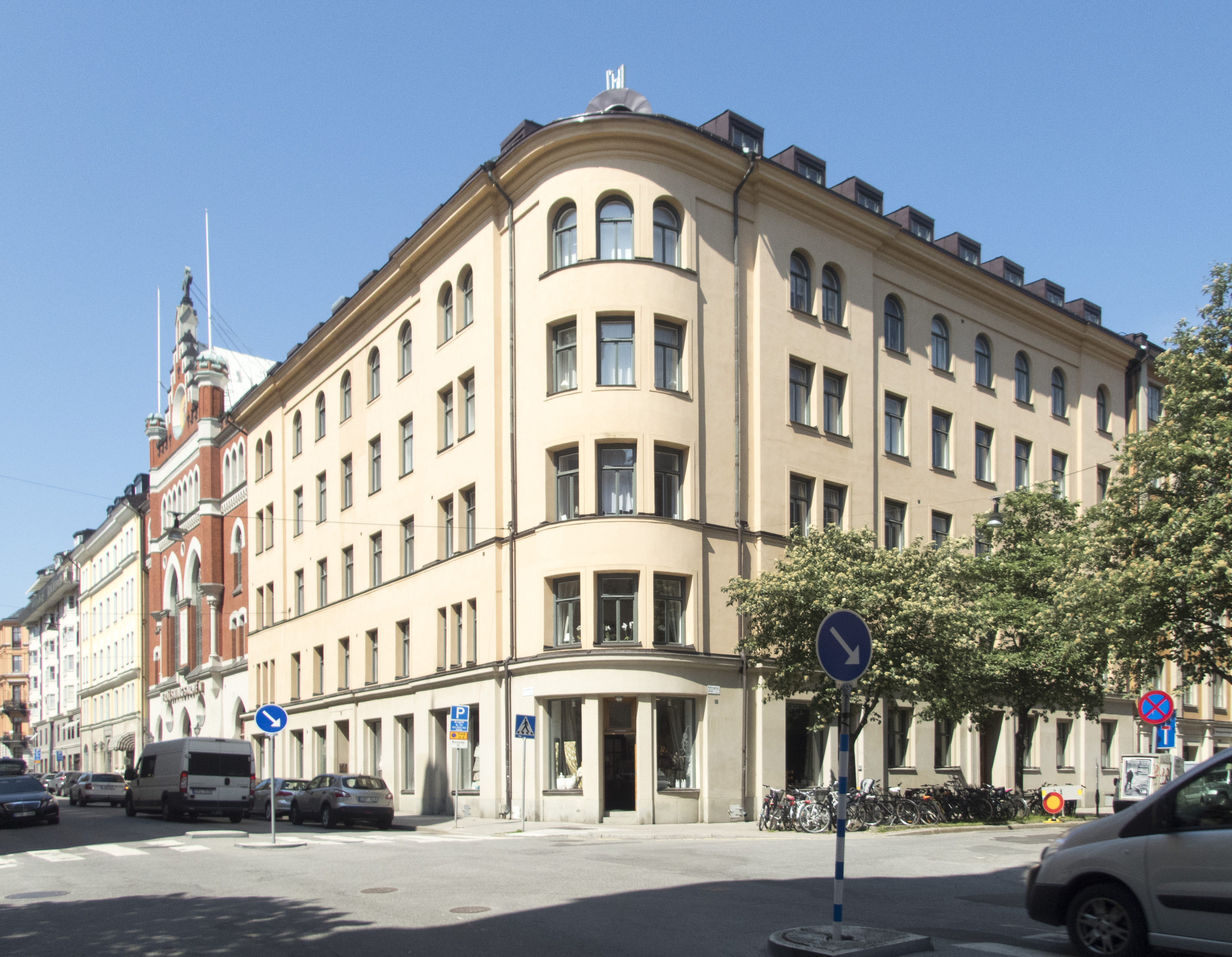
Bävern 21, Östermalmsgatan 71.
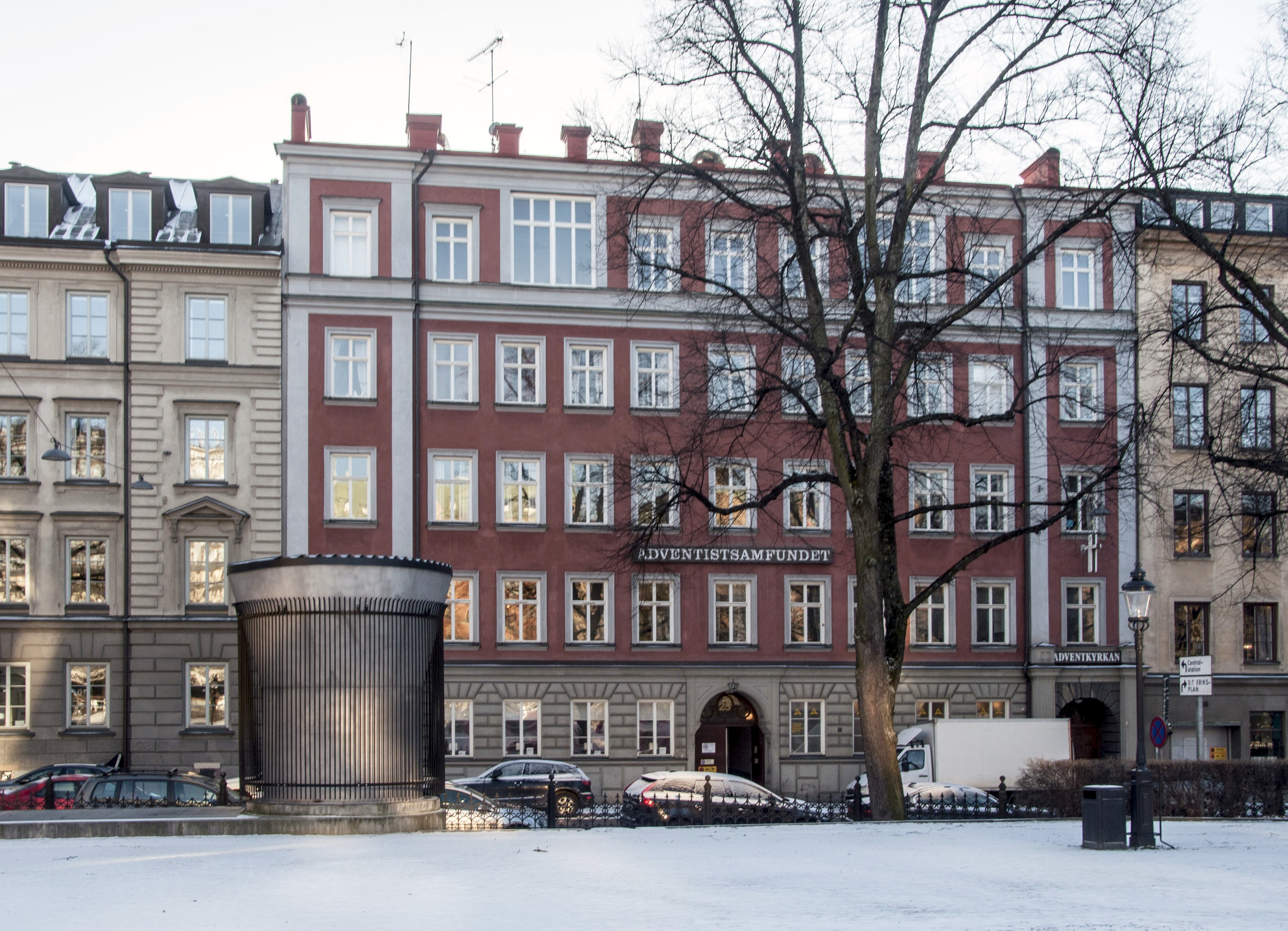
Sjundedagsadventisternas byggnad i Stockholm.
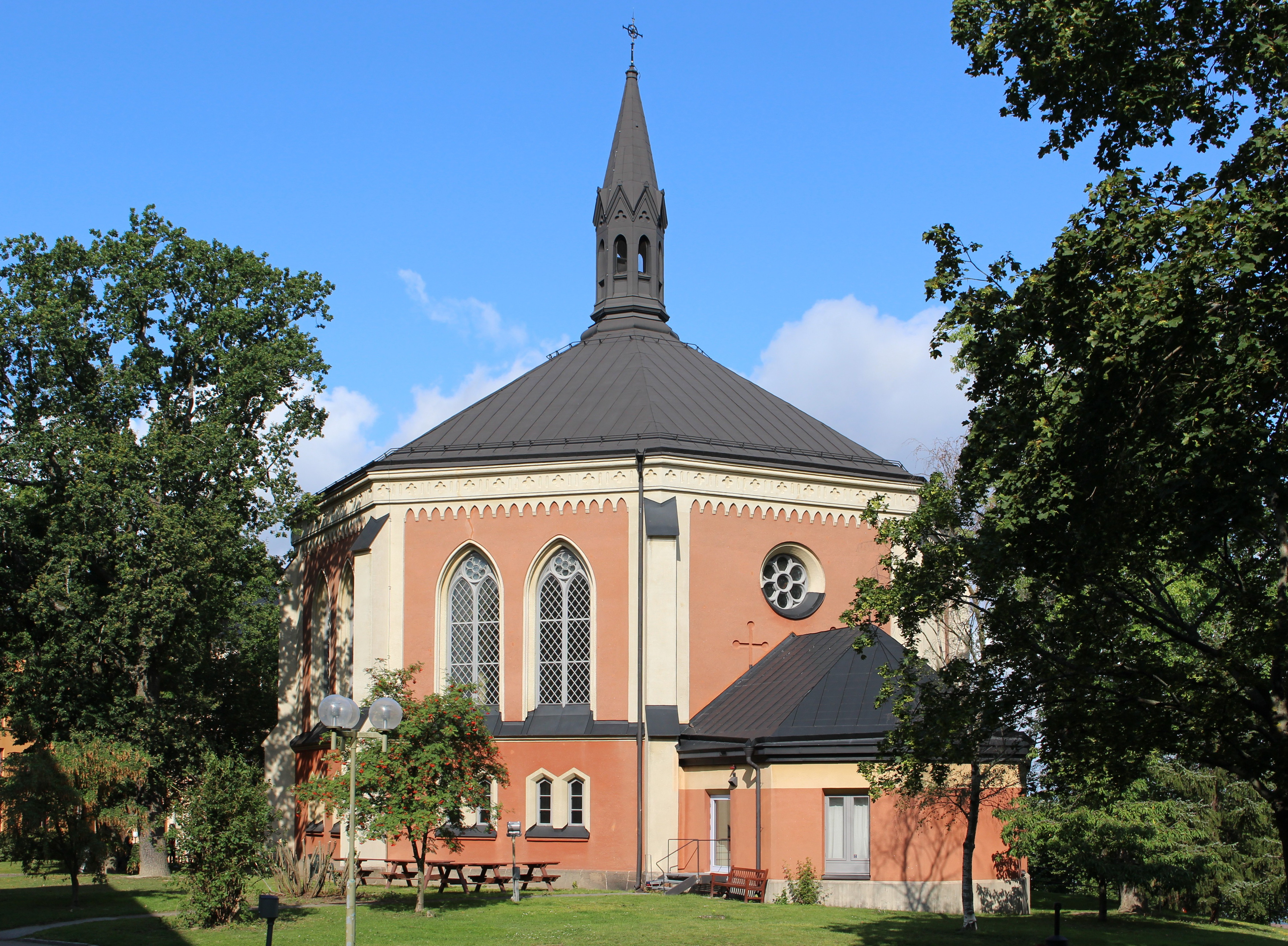
Ersta kyrka.
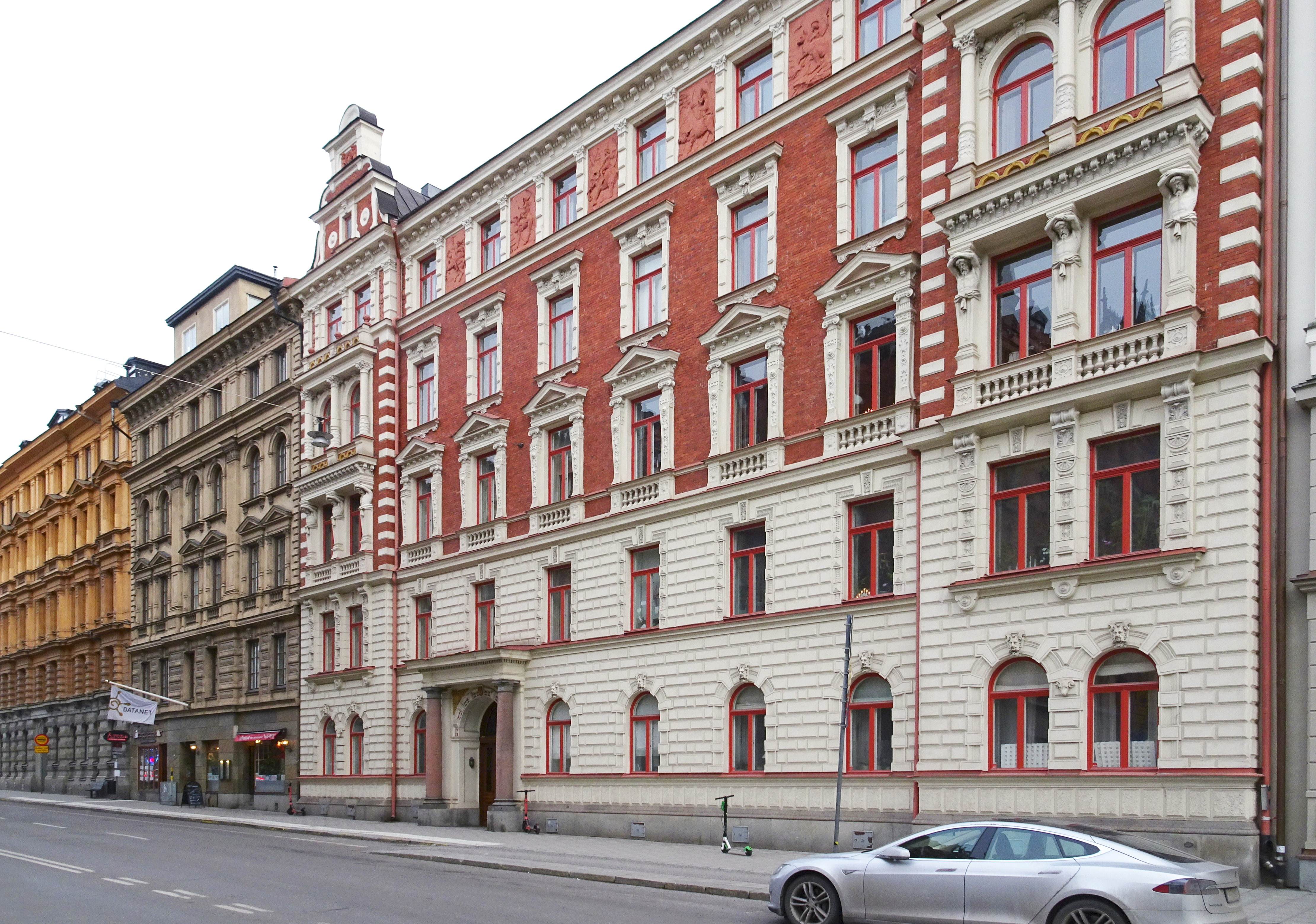
Älgen 23, Sturegatan 60.